# Дворцовые перевороты в Османской империи (1807—1808)
Дворцовые перевороты в Османской империи (1807—1808) — серия дворцовых переворотов и военных мятежей, в результате которых на троне Османской империи в 1807—1808 годы сменились три султана. Эти дворцовые перевороты во многом были спровоцированы попытками Селима III провести социально-экономические реформы, которые не устроили определённые группы османской военно-политической элиты.

## Исторические причины и предпосылки
К началу XIX столетия Османская империя оказалась в ослабленном положении, столкнувшись с рядом неудач во внешнеполитической деятельности. В частности, по итогам нескольких мирных договоров (например, Ясского мирного договора 1791 года) Турцией были утрачены некоторые территории в результате войн в том числе с Российской империей. Утрата внешнеполитических позиций способствовала развитию затяжного политического кризиса в стране. В это время консервативно настроенные круги янычаров, которые исповедовали традиционализм в системе государственного управления, были настроены против запланированных верховной властью либеральных реформ, которые были направлены на предотвращение политического кризиса. В 1789 году султан Абдул-Хамид I скончался, и на престол взошёл его активный, энергичный племянник Селим III, который поставил перед собой цель обновить Османскую империю, ориентируясь на модель западноевропейских государств. Комплекс либеральных реформ, которые планировал Селим, был навеян достижениями Великой французской революции, однако эти замыслы вызвали противодействие военно-политической элиты. Заключив Ясский мирный договор, Селим III сконцентрировался на проведении реформ, направленных на европеизацию, в частности, в бюджетном аппарате, в государственной иерархии и в общественной жизни. Также Селим способствовал распространению светского образования среди широких кругов населения Порты и начал упразднять военное управление ленных владений. В 1805 году Селим всерьёз покусился на многолетнее традиционное доминирования янычар, начав формировать новое регулярное войско при поддержке французского военачальника Себастиани де ла Порта, что вызвало мощное недовольство военной элиты, приступившей к подготовке переворота. Также недовольство крестьян и других податных слоёв населения вызвала реформа налогообложения (например, введение налоговых сборов за сельскохозяйственную продукцию), так что реформы Селима в рамках государственной стратегии «нового порядка» («Низам-и-Джедид») обрели большое число противников, которые в результате таких реформ утрачивали свои привилегии, с чем не желали смиряться.

## Первый дворцовый переворот. Свержение Селима
29 мая 1807 года ямакы приступили к активным действиям и подняли восстание. Воспользовавшись тем, что большая часть населения не поддержала финансовые реформы султана, военные подразделения янычар смогли быстро установить контроль над Константинополем и низложить султана, видимо, не ожидавшего такого радикального поворота событий. Лидером этого восстания янычар был Кабакчи Мустафа, возглавлявший ямаков — элитные войска специального назначения, которые во время русско-турецких войн XVIII века защищали Босфор от пиратов-казаков Малороссии. Свергнутый Селим был быстро заменён на престоле его двоюродным братом Мустафой IV, который был готов проводить более традиционную национальную политику и отказаться от планов всесторонней европеизации Османской империи. Селим был заточен в одном из помещений дворца, где находился в довольно комфортных условиях, но не имел возможности влиять на политическую жизнь страны.

## Второй дворцовый переворот. Убийство Селима III. Арест Мустафы IV
В это время должность губернатора Рущука (современный болгарский город Русе) занимал авторитетный и пользовавшийся большим влиянием в армейских кругах османский военачальник Мустафа-паша Байрактар, которого не устроило смещение Селима и правление Мустафы IV. Собрав вокруг себя верных сторонников, Байрактар начал готовить заговор против султана. Мустафа Байрактар планировал освободить Селима и возвести его на престол. Однако опасаясь его восстановления на престоле военными заговорщиками, группировавшимися вокруг Байрактара, Мустафа приказал убить своего двоюродного брата Селима, заключённого в дворцовых покоях. 28 июля 1808 года Селим был задушен, но родной брат Мустафы, Махмуд, приказ о ликвидации которого тоже был отдан, смог скрыться от наёмников и сохранил жизнь. В это время мятежные войска, верные Байрактару, окружили султанский дворец; Мустафа встретил их насмешками и издевательствами и даже продемонстрировал из окна предводителям мятежников тело Селима, полагая, что это сможет отпугнуть заговорщиков. Однако это не остановило руководителей восстания, которые приказали своим подразделениям взять дворец, в результате чего Мустафа IV был арестован, а на престол был возведён его брат Махмуд II, спасшийся от готовившегося на него покушения.

## Попытка свержения Махмуда. Окончательная расправа над янычарами
Находясь в заключении в дворцовых покоях, свергнутый Селим имел возможность общаться с Махмудом, оказывая на него влияние, таким образом, вступивший на престол Махмуд продолжил осуществление реформ, направленных на европеизацию турецкой государственной системы, что снова вызвало недовольство янычарской армейской элиты. Великим визирем вместо Мустафа-паши Челеби был назначен координатор дворцового переворота Мустафа Байрактар, который также активно подключился к проведению либерально-демократических преобразований в рамках идеологии «Низам-и-Джедид». В частности, Мустафа Байрактар вслед за Селимом планировал радикально реорганизовать армию по европейскому образцу. Реформационная стратегия правителей Османской империи привели к новому военному заговору янычаров, которые, выступив в ноябре 1808 года, блокировали резиденцию великого визиря. Султану и его визирю было предложено остановить проведение реформ и распустить «европеизированную» армию, восстановив, в свою очередь, войско янычар, однако оба отвергли требования восставших. Дворец Мустафы-паши Байрактара был подожжён, сам он погиб в войне 15 ноября 1808 года, но Махмуд отдал приказ об убийстве Мустафы, который был приведён в исполнение. После этого новый султан, мобилизовав свои войска, подавил восстание янычар, приказав артиллерийским подразделениям своей регулярной армии начать обстрел военного штаба янычар, большая часть которых была арестована и впоследствии казнена.

## Последствия дворцовых переворотов. Роспуск корпуса янычар
Эта попытка янычар восстановить своё доминирующее положение в государстве стало фактически последней в их истории, так как уже в июне 1826 года в результате «Счастливого случая» (тур. Vaka-i Hayriye) янычарские армейские формирования были окончательно ликвидированы — их полностью заменила армия нового образца. Махмуд II, расправившись с руководителями янычарского корпуса и своими политическими оппонентами, начал уже с 1808 года без оглядки на военную оппозицию претворять в жизнь социально-экономические и военно-политические реформы, которые всё же не смогли предотвратить закат и последующий распад Османской империи.